# چیتادلا
چیتادلا (به ایتالیایی: Cittadella) یک کومونه در ایتالیا است که در استان پادووا واقع شده‌است.

## خصوصیات
چیتادلا ۳۶ کیلومترمربع مساحت و ۲۰٬۰۲۵ نفر جمعیت دارد و ۴۸ متر بالاتر از سطح دریا واقع شده‌است.

## خواهرخوانده
شهر گوبن خواهرخواندهٔ چیتادلا هست.